# 9783 Tensho-kan
9783 Tensho-kan là một tiểu hành tinh vành đai chính với chu kỳ quỹ đạo là 1593.5419058 ngày (4.36 năm).
Nó được phát hiện ngày 28 tháng 12 năm 1994.